# Short Solent
El Short S.45 Solent fue un hidrocanoa comercial producido por la compañía británica Short Brothers a finales de los años cuarenta. Fue la versión civil del Short Seaford, un desarrollo del hidrocanoa militar Short Sunderland.
El primer Solent voló a finales de 1946. Fueron utilizados por BOAC y Tasman Empire Airways Limited (TEAL), dando finalizada su producción en 1949. Los aviones de segunda mano fueron operados hasta 1958 por varias pequeñas aerolíneas, como Aquila Airways.

## Diseño y desarrollo
El Short S.45 Solent era un hidrocanoa monoplano de ala alta de construcción en aluminio. La potencia era proporcionada por cuatro motores Bristol Hercules.
El avión podía trasportar 36 pasajeros en vuelos diurnos o 24 pasajeros en los nocturnos. Las cabinas (cuatro en la cubierta inferior y dos en la superior) podían usarse para dormir cuatro pasajeros o seis sentados. La cubierta superior incluía un salón-comedor junto a la cocina. La cubierta inferior tenía dos camerinos, aseos y tres compartimientos de carga. Los tripulantes de vuelo eran cinco (dos pilotos, navegante y operador de radio, y el ingeniero de vuelo en un compartimiento separado, detrás de la cabina de mando frente a los camarotes de descanso de la tripulación) y había dos asistentes para atender a los pasajeros.

## Historia operacional
El Solent II, introducido por BOAC, podía llevar 34 pasajeros y 7 tripulantes. Entre 1948 y 1950, BOAC operó sus Solent en el servicio programado tres veces por semana desde Southampton a Johannesburgo, tomando una ruta por el Nilo y todo el Este de África. El viaje duraba cuatro días, incluidas las paradas nocturnas. Los Solent reemplazaron al Avro York a cargo del servicio. El último servicio operado por el Solent en esta ruta partió de Berth 50 en Southampton el 10 de noviembre de 1950, lo que puso fin a las operaciones de BOAC con hidrocanoas.
Tasman Empire Airways Limited (TEAL) operó un total de cinco Solent IV entre 1949 y 1960 en sus rutas programadas entre Sídney, Fiyi , Auckland y Wellington. El último servicio de TEAL con el Solent se realizó entre Fiyi y Tahití el 14 de septiembre de 1960, con el ZK-AMO "Aranui", que actualmente se conserva. Los Solent de TEAL podían transportar 45 pasajeros y todas las versiones del modelo ofrecían una gran cantidad de espacio y lujo, en comparación con los aviones terrestres modernos o contemporáneos.
Varios Solent sirvieron con Aquila Airways en sus rutas desde Southampton a Madeira y a las Islas Canarias, utilizando antiguos aviones de BOAC y de TEAL. El 15 de noviembre de 1957, el Solent III G-AKNU de Aquila Airways se estrelló cerca de Chessell, en la Isla de Wight, después de que experimentara una pérdida de potencia en dos motores; en el accidente murieron 45 de los 58 ocupantes a bordo. Las operaciones de los hidrocanoas comerciales británicos cesaron el 30 de septiembre de 1958, cuando Aquila Airways retiró su servicio a Madeira.

## Variantes
Solent II
Versión civil para BOAC de 12 Short Seaford cancelados por la RAF, construidos en Rochester.
Solent III
Siete Seaford declarados excedentes por la RAF, alquilados a BOAC; modificados a una configuración de 39 plazas, 6 en Queen's Island, Belfast, 1 en Hamble.
Solent IV
Cuatro ejemplares nuevos construidos en Belfast para TEAL con 44 plazas, un alcance de 4830 km y propulsados por motores Bristol Hercules 733.

## Operadores
Australia
- Trans-Oceanic Airways

 Estados Unidos
- South Pacific Airlines

 Nueva Zelanda
- Tasman Empire Airways Limited (TEAL)

 Reino Unido
- Aquila Airways
- British Overseas Airways Corporation

El único uso militar del Solent fue para realizar pruebas en 1951 en el Marine Aircraft Experimental Establishment en Felixstowe; el Solent III ex BOAC fue desguazado después de las pruebas.

## Supervivientes

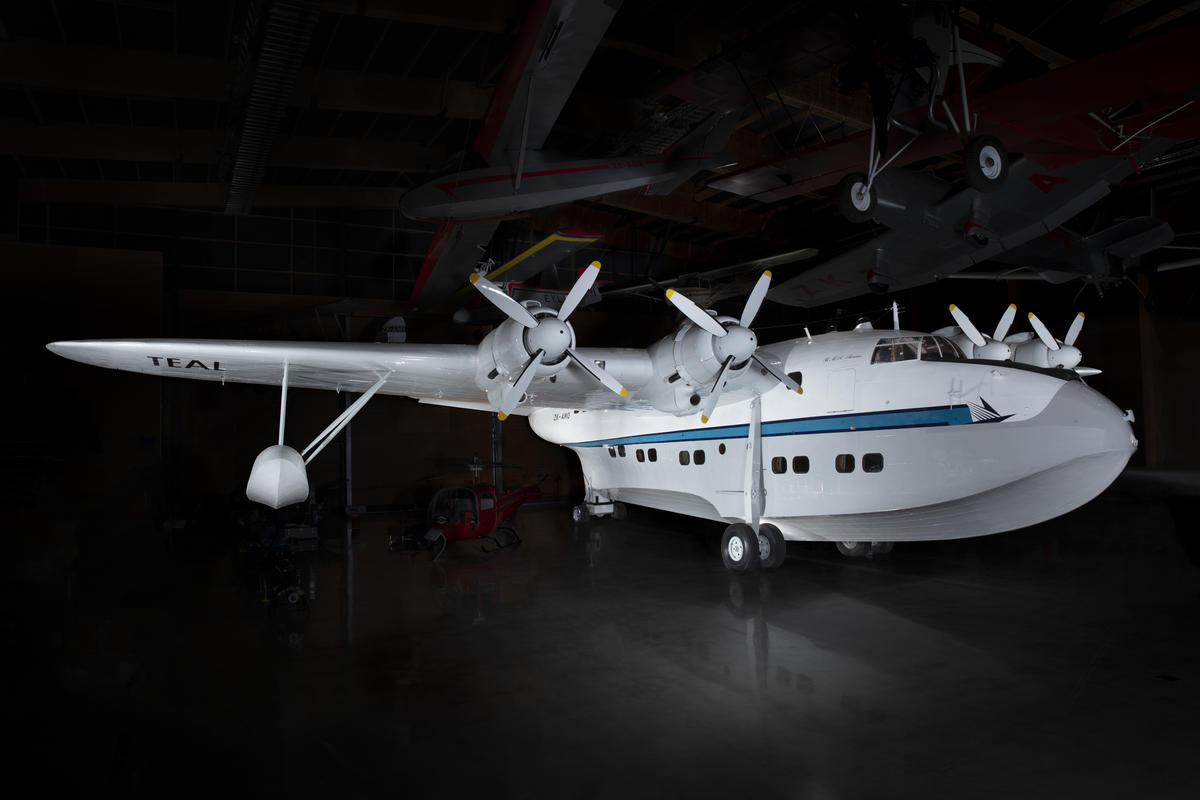
Solent IV TEAL ZK-AMO Aranui en exhibición.

- Short Solent ZK-AMO Aranui, un Mk IV utilizado anteriormente por TEAL en primer lugar, entre Mechanics Bay en Auckland Harbour y Rose Bay, Sídney, Australia, hasta que fue reemplazado por los servicios programados por parte de los aviones comerciales a hélice con base en tierra. El ZK-AMO fue luego redesplegado en la icónica Ruta del Coral, desde Auckland, Nueva Zelanda, hasta Fiyi, Samoa, Islas Cook, Tonga y Tahití, hasta que una vez más fue reemplazado por los aviones comerciales a hélice en septiembre de 1960; ha sido completamente restaurado y conservado en el Museum of Transport and Technology en Auckland. Revisado brevemente en el exterior cuando se amplió la exhibición de aviación de Keith Park Memorial en MOTAT 2010/2011.
- Un Solent III ex-BOAC, más tarde propiedad de Howard Hughes, fue rescatado y se encuentra en los Estados Unidos en el Oakland Aviation Museum, California. Este Solent aparece brevemente (y de manera anacrónica) en la película Raiders of the Lost Ark, aunque a través de los efectos mate se asemeja a un Boeing 314 Clipper más histórico.

## Especificaciones (Solent II)
Referencia datos: Barnes, C.H.; James D.N. (1989). Shorts Aircraft since 1900. London: Putnam. ISBN 0-85177-819-4

### Características generales
- Tripulación: Siete (dos pilotos, navegante, operador de radio, ingeniero de vuelo y dos asistentes)
- Capacidad: 34 pasajeros
- Longitud: 26,7 m (87,6 ft)
- Envergadura: 34,4 m (112,9 ft)
- Altura: 10,4 m (34,3 ft) [7]
- Superficie alar: 138,1 m² (1486,5 ft²)
- Peso vacío: 21 664 kg (47 747,5 lb)
- Peso cargado: 35 381 kg (77 979,7 lb)
- Planta motriz: 4× motor radial 14 cilindros en doble estrella refrigerado por aire Bristol Hercules.
  - Potencia: 1261 kW (1739 HP; 1715 CV) cada uno.

### Rendimiento
- Velocidad nunca excedida (Vne): 439 km/h (273 MPH; 237 kt)
- Velocidad crucero (Vc): 393 km/h (244 MPH; 212 kt) [7]
- Alcance: 2896 km (1564 nmi; 1799 mi)
- Techo de vuelo: 5182 m (17 001 ft) [7]
- Régimen de ascenso: 4,7 m/s (925 ft/min) [7]

## Aeronaves relacionadas

### Secuencias de designación
- Secuencia S._ (interna de Short, posterior a 1921): ← S.43 - S.44 - S.45 (I) - S.45 (II) - S.46 - S.47 - S.48 →